# Tembo Tabou
Tembo Tabou är ett 30-sidigt äventyr med "Spirou" och Nicke. Det är skapat av André Franquin, Jean Roba och Greg (Michel Regnier).

## Handling
Än en gång gör Spirou och Nicke en resa till ett okänt afrikanskt land. De har stämt möte med en amerikansk författare, men när de når hans läger är tält och packning sönderslagna och platsen övergiven. De afrikanska bärarna vågar inte ge sig längre in i djungeln, Spirou och Nicke är dock ej förskräckta. I djungeln upptäcker de många sällsamma och hotfulla livsformer. En pygméstam kommer till slut vännerna till hjälp. 

## Medverkande figurer
- Spirou
- Nicke
- Spip
- Marsupilami

## Utgivning

### Belgien och Frankrike
Publicerades ursprungligen som dagspresstrippar i Parisien Libéré 1959. 1965 gick den i Le Journal de Spirou och gavs ut som album 1974.

### Sverige och Danmark
Det tog lång tid innan serien publicerades i Sverige. ”Tembo Tabou” dömdes ut som rasistisk av Carlsen Comics i Sverige och kom därför aldrig ut som album på svenska. Danska Carlsen gav ut äventyret som ett onumrerat album till specialpris 1978. 2009 ingick serien dock i samlingsvolymen ”Spirou 1958-1959”. 

### Kronologi
Eftersom "Tembo Tabou" inte hade ursprunglig publicering i Le journal de Spirou så är kronologin inte självklar. I "Franquin-samlingen" som började ges ut i Sverige 2008 hamnar äventyret mellan "Buddahs fånge" och "Undervattensmysteriet".